# Angel Beside Me
Angel Beside Me (em tailandês:  เทวดาท่าจะรัก; RTGS: The-wa-da Tha Cha Ruk) é uma telenovela tailandesa produzida pela GMMTV e exibida pela GMM 25 desde 18 de janeiro de 2020, estrelada por Kritsanapoom Pibunsonggram (JJ) e Ramida Jiranorraphat (Jane).

## Elenco

### Elenco principal
- Kritsanapoom Pibunsonggram (JJ) como Mikael Lansaladon Aekisna Ares / Somchai
- Ramida Jiranorraphat (Jane) como Lin

### Elenco de apoio
- Worranit Thawornwong (Mook) como Serena
- Jirakit Thawornwong (Mek) como Luke
- Juthapich Inn-Chan (Jamie) como Punpun
- Pronpiphat Pattanasettanon (Plustor) como Anjo da Guarda
- Niti Chaichitathorn (Pompam) como senhor dos anjos
- Gornpop Janjaroen (Joke) como anjo da polícia
- Sumonrat Wattanaselarat como Radee
- Pongkool Suebsung como Thong

### Elenco convidado
- Napasorn Weerayuttvilai (Puimek) como anjo do amor
- Purim Rattanaruangwattana (Pluem) como anjo
- Pattadon Janngeon (Fiat) como anjo
- Harit Cheewagaroon (Sing)
- Chanagun Arpornsutinan (Gunsmile) como Munggorn
- Rachanun Mahawan (Film) como Baitoey